# Thalassogena
Thalassogena — рід грибів родини Halosphaeriaceae. Назва вперше опублікована 1987 року.

## Класифікація
До роду Thalassogena відносять 1 вид:
- Thalassogena sphaerica